# Fiesta Mayor de Reus

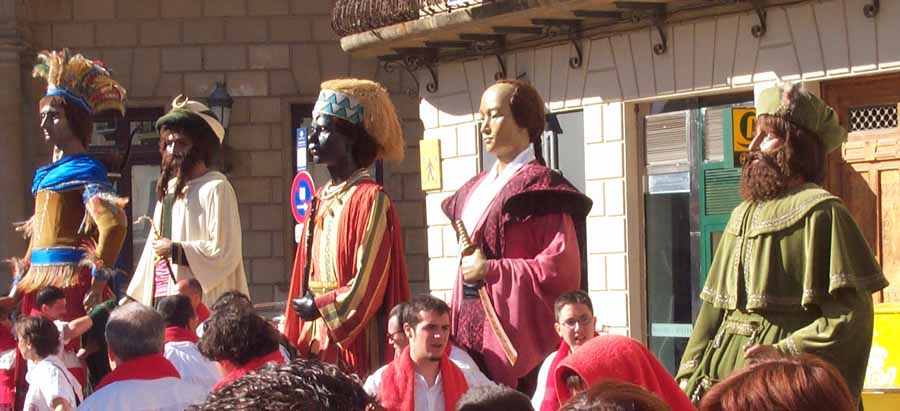
Los Gigantes de Reus.

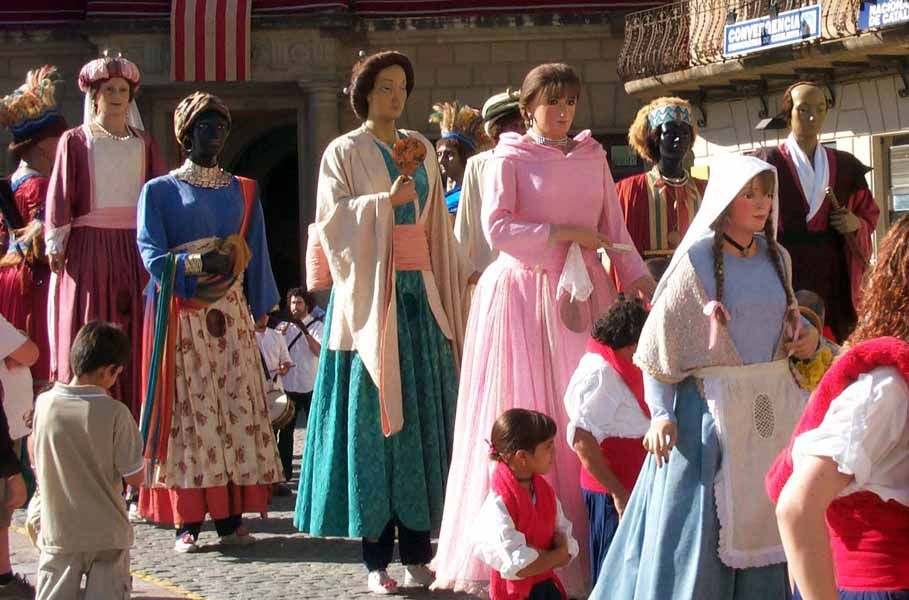
Los Gigantes de Reus.

La Fiesta Mayor de Reus, (Fiesta Mayor de San Pedro) está considerada la fiesta más grande de Reus (Tarragona) España. Declarada Fiesta Patrimonial de Interés Nacional por la Generalidad de Cataluña, tiene decenas de actos, los cuales giran alrededor de la «tronada».
Tiene lugar el día 29 de junio. Aunque las fiestas comienzan para la verbena de San Juan, el 23 de junio, con la llegada del fuego del Canigó, el pregón, el pasacalles de fuego de los diablos y la primera «tronada»; los actos festivos mayores empiezan la víspera de San Pedro, el día 28 de junio, con el pasacalles de todos los grupos festivos y de las autoridades hasta la Prioral de San Pedro. Al volver a la Plaza Mercadal se realiza la segunda «tronada» de la Fiesta y acto seguido estalla un castillo de fuegos artificiales que dan paso a diversos festejos en diferentes puntos de la ciudad, y que acaban a las siete de la mañana en la Plaza Mercadal con las «madrugadas», la «tronada» del «despertar Reus» y la fiesta en medio de la plaza que dura hasta las diez, momento en que se abren las puertas del campanario y se pueden comenzar las visitas. A las once de la mañana estalla una nueva «tronada» y en medio de la Plaza Mercadal se efectúa la actuación de lucimiento de los grupos festivos. Luego, la actuación castellera con los Xiquets de Reus.

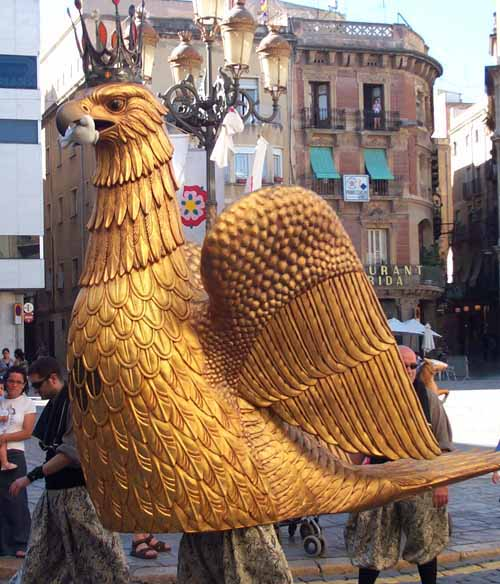
El Águila de Reus.

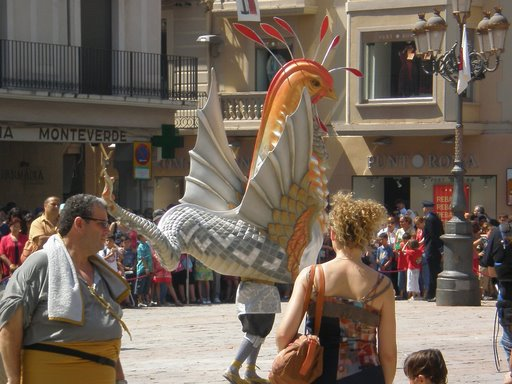
Basilisco de Reus.

Al atardecer del 29 de junio se vuelve a concentrar el Cortejo Festivo, las autoridades y la ciudadanía en la Plaza Mercadal para ir hasta la Prioral a buscar la imagen del Patrón al templo, que es llevada en procesión hasta la Plaza Mercadal y justo en el momento que se detiene ante el Ayuntamiento se pone en marcha la última «tronada». Tras esto el Cortejo vuelve a la Prioral y se retorna la imagen a la iglesia, es el momento en que todos los elementos al mismo tiempo estallan a bailar. Como colofón a las fiestas los gigantes bicentenarios y el Águila vuelven a la Plaza a hacer los últimos bailes y finalmente una gran cantidad de Ball de diables cierra la Fiesta.